# Ломоносово (Городнянский район)
Ломоно́сово (укр. Ломоносове) — бывший посёлок, расположенный в Городнянском районе (Черниговская область, Украина). Был подчинён Андреевскому сельсовету.
Код КОАТУУ — 7421480404. Население по данным 1986 года составляло 10 человек.

## История
Решением Черниговского областного совета от 27.08.2005 года посёлок снят с учёта.

## География
Посёлок Ломоносово находился на расстоянии 0,5 км от села Андреевка.